# Batalha de Aouzou
A Batalha de Aouzou refere-se a um par de batalhas travadas entre o Chade e a Líbia dentro e nos arredores da cidade de Aouzou em agosto de 1987, como parte da Guerra dos Toyotas, a última fase do mais amplo conflito chadiano-líbio. A primeira batalha resultou em uma vitória chadiana, enquanto a segunda batalha, uma contraofensiva líbia, foi considerada como vencida pela Líbia. Foi a única vitória da Líbia na Guerra dos Toyotas.

## Primeira Batalha
No final de 1987, as Forças Armadas Nacionais Chadianas (FANT) estavam no processo de retomar o norte do Chade da Líbia. A batalha pela Faixa de Aouzou – uma faixa de terra no norte do Chade então controlada pela Líbia – começou no final de julho. Depois de sofrer uma sequência de derrotas, o exército líbio organizou uma contraofensiva em 8 de agosto, na tentativa de recuperar uma posição nas proximidades das montanhas Tibesti. À medida que as forças líbias de 3.000 homens se dirigia para o sul, em direção à cidade tibesti de Bardaï, foram interceptadas pelas FANT, que as cercou e atacou por vários lados, forçando-as a recuar. Os chadianos então começaram a perseguir agressivamente os líbios para o norte através do deserto, em direção a Aouzou, infligindo inúmeras baixas ao longo do caminho para o exército líbio, que sofreu 650 mortos, 147 capturados, 111 veículos militares capturados e pelo menos 30 tanques e veículos blindados de transporte de pessoal foram destruídos. Com os líbios derrotados, as tropas das FANT facilmente moveram-se para a cidade de Aouzou no mesmo dia; no entanto, esta manobra foi contra a recomendação do presidente da França e aliado do Chade François Mitterrand, que se recusou a fornecer apoio aéreo para a operação.

## Segunda Batalha
A perda de Aouzou enfureceu o líder líbio, Muammar Gaddafi, que ordenou sua recaptura. Ele enviou Ali ash-Sharif, que era amplamente considerado o general mais competente da Líbia, junto com 15.000 soldados para retomar a cidade. Os líbios começaram a bombardear a cidade com artilharia e ataques aéreos para amenizar as posições chadianas. Apesar do bombardeio, quando os líbios finalmente atacaram em 14 de agosto, foram repelidos e perderam mais de 200 homens no processo. Ash-Sharif se reagrupou e lançou um segundo ataque, mas foi derrotado mais uma vez. Os chadianos sobrepujaram o armamento muito superior dos líbios, que incluíam tanques soviéticos T-55, utilizando táticas inovadoras. Por exemplo, os chadianos montariam mísseis antitanque MILAN fornecidos pela França em picapes Toyotas e, em seguida, correriam com dois dos caminhões em direção ao tanque em rumos opostos. Os tanques foram incapazes de mover suas torres rápido o suficiente para rastreá-los. Enquanto isso, os "líbios conduziram investidas frontais simples e lentas, que foram facilmente interrompidas pelos contra-ataques rápidos e envolventes dos chadianos".
Após sua segunda derrota, Ash-Sharif iniciou uma artilharia ainda maior e um bombardeio aéreo sobre a cidade. Além disso, ele trouxe várias unidades de comandos e formações da Guarda Jamahiriya. Ash-Sharif empregou essas forças como tropas de choque e, com enorme poder de fogo - os chadianos careciam de apoio aéreo francês - finalmente conseguiu retomar Aouzou em 28 de agosto. Ele foi ajudado pelo fato de que vários dos principais comandantes chadianos se retiraram da cidade em preparação para um ataque surpresa a uma base aérea líbia, deixando para trás apenas cerca de 400 soldados das FANT liderados por um comandante novato. Em comemoração, Gaddafi enviou jornalistas estrangeiros à região para destacar a vitória. Esta foi a única vitória da Líbia na guerra.

## Consequências
Em resposta, o Chade - sob a liderança do presidente do Chade Hissène Habré - lançou um ataque surpresa contra a Base Aérea Líbia de Maaten al-Sarra em 5 de setembro, que resultou em uma vitória espetacular. Os combates entre as duas nações foram suspensos seis dias depois, em 11 de setembro de 1987, quando os dois líderes aceitaram um cessar-fogo proposto pela Organização da Unidade Africana. Os esforços chadianos para recuperar a Faixa de Aouzou foram interrompidos, e assim a cidade de Aouzou permaneceu sob controle líbio.
A disputa de Aouzou foi definitivamente encerrada em 3 de fevereiro de 1994, quando os juízes da Corte Internacional de Justiça, por maioria de 16 a 1, decidiram que a Faixa de Aouzou pertencia ao Chade. Monitorada por observadores internacionais, a retirada das tropas líbias da Faixa começou em 15 de abril e foi concluída em 10 de maio. A transferência formal e final da Faixa de Aouzou da Líbia para o Chade ocorreu em 30 de maio, quando os lados assinaram uma declaração conjunta afirmando que a retirada da Líbia havia sido efetivada.